# Consejo departamental de Maine y Loira
El Consejo departamental de Maine y Loira es la asamblea deliberativa correspondiente al Departamento francés de Maine y Loira, una comunidad territorial descentralizada que tiene su sede en la ciudad de Angers. Comprende 42 consejeros departamentales elegidos en los 21 cantones del departamento. según la reforma territorial de 2014. Con anterioridad, contó con 41 cantones.

## Historia
Los departamentos fueron creados en 1789, durante la Revolución francesa. Fueron dotados de un Consejo departamental que elegía un presidente y un directorio ejecutivo. En 1800 fueron reorganizados para que cada departamento contara con un consejo departamental, un prefecto y un consejo de prefectura. El prefecto pasó a detentar el poder ejecutivo, mientras que al consejo se dio un papel consultivo. Mediante ley de 10 de agosto de 1871, los departamentos, que estaban bajo el paraguas del Estado, pasan a tener cierta autonomía.
Un siglo después, en 1982, en virtud de la ley de descentralización de 2 de marzo, desaparece el puesto de prefecto y es sustituido por el del presidente del Consejo departamental, que a partir de ahora podrá ejercer funciones de asamblea territorial con determinadas funciones:
- Asistencia social: infancia, discapacitados, mayores, prevención sanitaria, inserción laboral, RSA.
- Carreteras departamentales y transporte escolar.
- Educación: gestión de material y personal técnico de escuelas y colegios.
- Cultura: archivos, bibliotecas, museos y patrimonio departamental.
- Desarrollo local: ayuda a asociaciones y comunas.
- Servicios contra incendios: SDIS (service départemental d'incendie et de secours).
- Vivienda: alojamientos solidarios (FSL) y fondos de ayuda para renovación de viviendas.

En 2015, los llamados Consejos generales pasan a llamarse Consejos departamentales con la introducción de listas cremallera (mujer-hombre) en pos de la paridad, de acuerdo con la ley orgánica 2013-402 y ley 2013-403, promulgadas el 17 de mayo de 2013.

## Presidentes del consejo departamental
Los presidentes del Consejo general, llamado más tarde departamental, de Maine y Loira han sido:
- 1800-1801 : René-Sébastien Le Tourneux de la Perraudière
- 1801-1802 : Jacques-Pie-Pierre Ollivier de Fosse
- 1802-1803 : Joseph Jérôme de Jullien de Jully
- 1803-1804 : Charles Henri François de Maillé de La Tour-Landry
- 1804-1805 : Timoléon de Cossé-Brissac
- 1805-1806 : Érasme Gaspard de Contades
- 1806-1807 : Piter Deurbroucq
- 1807-1809 : Louis-Gabriel-Auguste d'Andigné de Mayneuf
- 1809-1810 : Jean-André Delafargue
- 1810-1810 : Pierre-Marie Delaunay
- 1810-1811 : Jean-Nicolas Guényveau de la Raye
- 1811-1813 : Jean-Baptiste-Joseph Ménage
- 1813-1817 : François-Régis de La Bourdonnaye
- 1818-1818 : Louis-Gabriel-Auguste d'Andigné de Mayneuf
- 1818-1821 : François-Régis de La Bourdonnaye
- 1822-1823 : Louis-Gabriel-Auguste d'Andigné de Mayneuf
- 1823-1824 : François-Régis de La Bourdonnaye
- 1825-1826 : Louis-Gabriel-Auguste d'Andigné de Mayneuf
- 1827-1829 : François-Régis de La Bourdonnaye
- 1829 : Louis-Gabriel-Auguste d'Andigné de Mayneuf
- 1831-1833 : Thomas-Louis Desmazières
- 1834-1838 : Paul-Marie-Céleste d'Andigné de La Blanchaye
- 1838-1849 : Gédéon Florentin de Marcombe
- 1849-1850 : Thomas-Louis Desmazières
- 1850-1851 : Gédéon Florentin de Marcombe
- 1852-1855 : Jean-Martial Bineau
- 1856-1869 : Charles Louvet
- 1870-1883 : Henri Louis Marie de Durfort-Civrac
- 1884-1903 : Armand-Urbain de Maillé de La Tour-Landry
- 1903-1913 : Ernest Grigon
- 1913-1921 : Guillaume Jean Victor Bodinier
- 1922-1925 : René Blachez
- 1925-1927 : Alfred Rabouin
- 1927-1932 : Olivier de Rougé
- 1932-1945 : Victor Bernier
- 1945-1951 : Étienne Rabouin
- 1952-1962 : Jean de Jourdan
- 1962-1979 : Fernand Esseul
- 1979-1982 : Lucien Gautier
- 1982-1994 : Jean Sauvage
- 1994-1995 : Edmond Alphandéry
- 1995-2004 : André Lardeux
- 2004-2014 : Christophe Béchu[4]
- 2014-2021 : Cristian Gillet]][5]
- 2021-actualidad : Florence Dabin